# خانه حوضخانه‌ای
این نوع خانه از گونه‌های تقریباً رایج در زواره است. دلیل اطلاق نام حوضخانه به آن کاملاً مشخص نیست. واژه حوضخانه فضایی شبیه به حوضخانه‌های خانه‌های کاشان یا یزد را تداعی می‌کند ولی در زواره به نوعی خانه گفته می‌شود. این نوع خانه ترکیبی از یک اتاق سه دری، یا پنج دری و یاارسی و معمولاً به شکل شکم دریده‌است. معمولاً در دوجبهه حیاط آن فضاهای تابستانی و زمستانی قرار گرفته‌است. اتاق شکم دریده اتاقی تابستانی است و معمولاً بابازشدن ارسی یا چند در و پنجره ارتباطی با حیاط و عناصر آن مثل حوض وباغچه ایجاد می‌شده‌است.
شاید این رابطه بصری با اتاق و حوض، علت نامگذاری برای خانه‌های حوضخانه‌ای باشد.